# Montmorency (Val-d'Oise)
Montmorency is een gemeente in Frankrijk. Het ligt aan rand van de agglomeratie van Parijs, op 15 km te noorden van het centrum van Parijs.
Het ligt in een omgeving met veel heuvels en bossen, wat er in de 17e eeuw voor welgestelden een reden voor was om daar heen te gaan. De filosoof Jean-Jacques Rousseau woonde er van april 1756 tot juni 1762, aangetrokken door Madame de Sévigné. Hij schreef in het huis Mont-Louis, nu een museum, zijn beroemdste werken: Julie, ou la nouvelle Héloïse, Du contrat social en Émile ou De l'éducation. Rousseau werd na zijn veroordeling door Karel II van Montmorency geholpen naar Zwitserland te ontkomen.

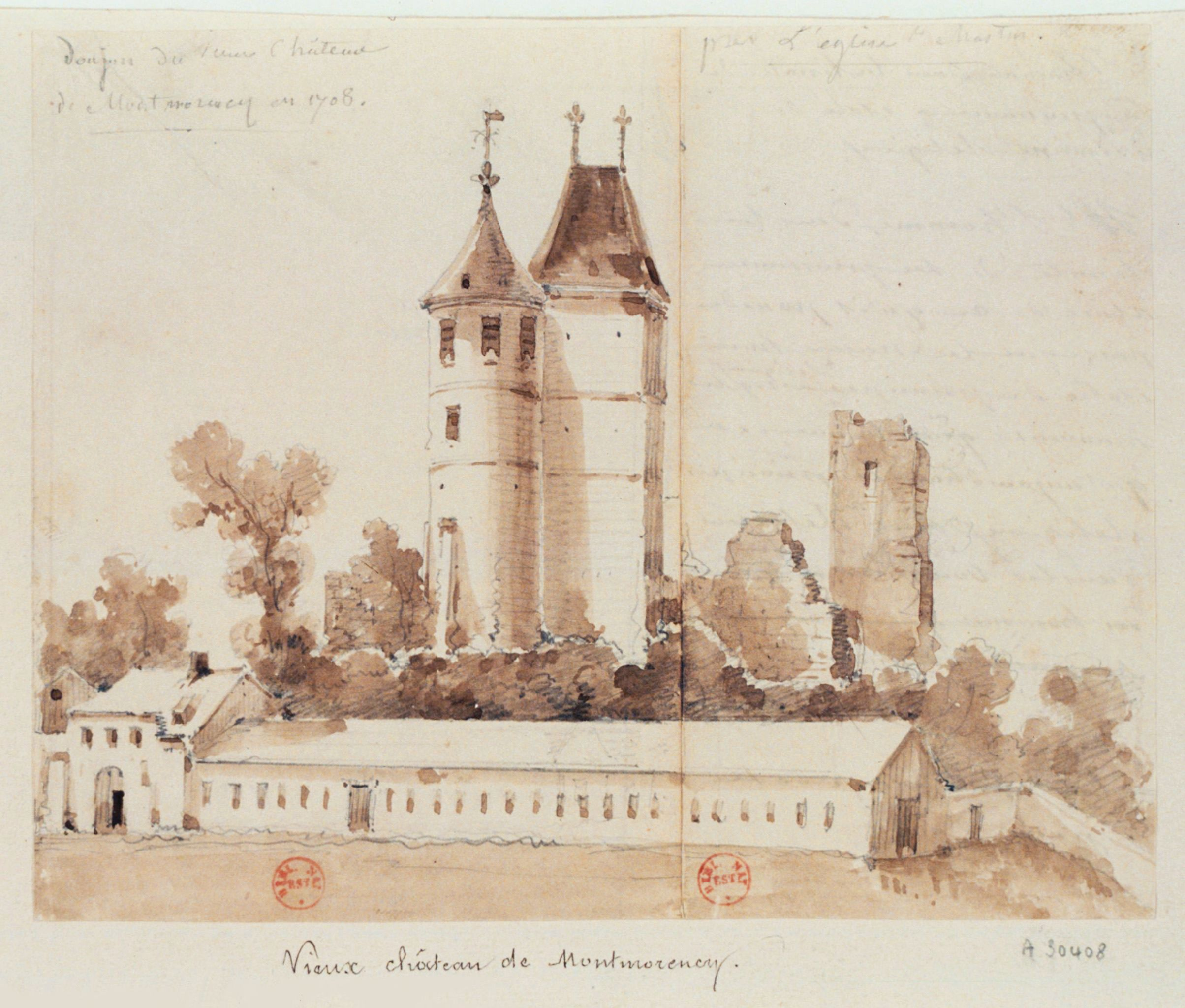
donjon in 1708

## Kaart
De onderstaande kaart toont de ligging van Montmorency (Val-d'Oise) met de belangrijkste infrastructuur en aangrenzende gemeenten.

## Demografie
Onderstaande figuur toont het verloop van het inwonertal, bron: INSEE-tellingen. 